# Poggiomarino
Poggiomarino község (comune) Olaszország Campania régiójában, Nápoly megyében.

## Fekvése
Nápolytól 25 km-re keletre fekszik. Határai: Boscoreale, Palma Campania, San Giuseppe Vesuviano, Scafati, Striano és Terzigno.

## Története
Poggiomarino története 1592-ben kezdődött, a Conte di Sarno nevű csatorna építésével, ami a Tuttavilla család birtokainak vízellátását szolgálta.  A Vezúv 1631-es kitörése után a környező településekről ide, a Sarno folyó partjára menekültek miatt megnőtt a lakosok száma. Ekkorra a csatorna már épülőben volt és a folyó is szabályozva volt, az egykori mocsaras területek pedig eltűntek. Kezdetben egyszerű faházakban éltek és csak évekkel később épültek fel az első kőépületek és jöttek létre az első utcák. A 18. század első felében a település Giacomo de Marinis márki tulajdonába került, aki palotát is építtetett Poggiomarinóban. Neve a latin Podio (padka, amely segített a nemeseknek lóra ülni) és Marino (De Marinis család) szavakból alakult ki. 1742-ben épült fel a város első temploma Páduai Szent Antal tiszteletére. 1810-ben vált önállóvá Joachim Murat adminisztrációs reformjainak köszönhetően. A 20. század elején épült ki a várost Nápollyal összekötő vasút, amely ma a Circumvesuviana hálózat része. 

## Népessége
A népesség számának alakulása:

## Fő látnivalói
- Régészeti emlékek – a 20. század második felében végzett ásatások a felszínre hozták egy görög eredetű település romjait. Az egykori telepesek jó vízmérnökök voltak, ugyanis az általuk kiépített zsiliprendszer segítségével sikerült szabályozniuk a Sarno folyót, emiatt a történészek gyakran „kis Velencének” nevezik.
- Palazzo Cristallo – 1738-ban épült Don Cristoforo Nunziata nápolyi nemes számára, aki szenvedélyes porcelán és kristálygyűjtő volt. 1831-ben egy földrengés súlyosan megrongálta a palotát és elpusztította a gyűjtemény nagy részét. Az épület akkori tulajdonosa Don Giacinto Nunziata úgy döntött, hogy a cserepeket és porcelándarabokat beépítteti a felújított palota falaiba, ami által egyedi kinézetet kölcsönzött az épületnek. Innen származik megnevezése is: Kristálypalota.
- Palazzo Carotenuto – a 19. század végén épült a De Marinis hercegek helytartói számára.
- Palazzo Giugliano – szintén a 19. században épült
- Trulli Vezuviani – falusi házak sora a település határában. Négyszögletesek, kupolatetővel, amelyeket a Vezúv kitörései elleni védelem figyelembevételével építettek.
- Ss. Rosario di Flocco-templom – a 18. században épült
- San Antonio da Padova-templom – 1753-ban épült
- Santa Maria del Carmelo-templom – a Nunziata család építette a 18. században.